# Libor Pala
Libor Pala (* 22. července 1961) je český fotbalový trenér a bývalý fotbalista.

## Fotbalová kariéra
Jako hráč hrál za Baník Havířov. Kariéru musel ukončit po těžkém úrazu kolena.

## Trenérská kariéra
V lize působil jako asistent v SFC Opava a v Baníku Ostrava, Ve druhé lize trénoval FC Karviná a FK Ústí nad Labem. Jako hlavní trenér vedl v polské lize Lech Poznań a Pogoń Szczecin.
- 1999/00 SFC Opava - asistent
- 2000/01 FC Karviná
- 2005/06 FC Baník Ostrava - asistent
- 2006/07 FC Baník Ostrava - asistent
- 2007/08 FK Ústí nad Labem